# Ulf Söderberg (arkivarie)
Ulf Peter Söderberg, född 6 september 1946 i Engelbrekts församling i Stockholms stad, är en svensk arkivarie. Han var krigsarkivarie 1996–2009.

## Biografi
Söderberg avlade studentexamen 1965. Han avlade filosofie kandidat-examen vid Stockholms universitet 1967, var amanuens där 1968–1970 och avlade filosofie doktor-examen där 1977 med avhandlingen Gustav I:s arv och eget i Uppland. Åren 1977–2009 tjänstgjorde Söderberg vid Krigsarkivet: som arkivarie 1977–1982, som förste arkivarie 1982–1996 och som krigsarkivarie och chef för Krigsarkivet 1996–2009.
Söderberg invaldes som ledamot av Kungliga Samfundet för utgivande av handskrifter rörande Skandinaviens historia 1988 och som ledamot av Kungliga Krigsvetenskapsakademien 1999.
Söderberg var ledamot av styrelsen för Svenska Arkivsamfundet 1984–2001, varav sekreterare 1984–1996 och vice ordförande 1996–1997. Han invaldes i styrelserna för Karolinska förbundet 1996, Statens Försvarshistoriska Museer 1997, Föreningen Armé- Marin- och Flygfilm 2001 och Delegationen för militärhistorisk forskning 2001. Han har skrivit artiklar i arkivvetenskapliga och historiska ämnen.